# Johann Georg Mettenleiter
Johann Georg Mettenleiter (* 7. März 1812 in Lontal; † 6. Oktober 1858 in Regensburg) war ein deutscher Komponist und Kirchenmusiker.

## Leben
Johann Georg Mettenleiter war Sohn eines Volksschullehrers. Im Alter von zwölf Jahren kam er nach Wallerstein zu seinem Onkel Johann Michael Mettenleiter, der die Stelle eines fürstlich Wallersteinschen Sekretärs und Chorregenten bekleidete. Hier wurde er in der lateinischen und französischen Sprache sowie auch im Zeichnen und in der Musik unterrichtet. 1836 fand er Aufnahme am königlichen Schullehrerseminar in Bamberg. Seine Ausbildung brach er bereits im ersten Jahr wieder ab. 1837 übernahm er das Amt des Chorregenten an der Stadtpfarrkirche in Oettingen im Ries.
Mettenleiter wurde 1839 als Chorregent und Organist an die Stiftskirche zur Alten Kapelle nach Regensburg berufen. Dort wirkte er bis zu seinem Tod. Er war daneben auch als Komponist tätig. In Regensburg wurden der Bischof Karl August von Reisach und der Kanoniker Carl Proske auf ihn aufmerksam, die ihn bestärkten das Enchiridion Chorale, eine Sammlung von Gregorianischen Gesängen, herauszugeben und die Kirchenmusik zu reformieren.
Der Geistliche, Kirchenmusiker und Musikschriftsteller Dominicus Mettenleiter war sein Bruder.

## Werke (Auswahl)
Kompositionen
- Psalm 95, „Singt Jehova“, für 6 Männerstimmen. Pustet, Regensburg 1847.
- Psalm 114, „Alleluja, Liebe erfüllt“. Schott, Mainz 1852.
- „Crux fidelis“, für 2 Chöre mit Posaunen. Weger, Brixen 1868.

Schriften
- Verzeichniss aller Messen, Motetten, Psalmen u.s.w., die in einem Zeitabschnitte von 10 Jahren zu Regensburg unter meiner Leitung eingeübt und theils auf dem Musikchore des k. Collegiat-Stiftes z. alt. Kapelle, als theils privat ausgefuehrt worden waren. Regensburg 1849.
- Enchiridion chorale, sive selectus locupletissimus cantionum liturgicarum iuxta ritum S. Romanae Ecclesiae per totius anni circulum praescriptarum. Mehrere Bände. Pustet, Regensburg 1853 ff.
- Manuale breve cantionum ac precum liturgicarum iuxta ritum S. Romanae Ecclesiae. Pustet, Regensburg 1874.